# El tercer chimpancé
El tercer chimpancé: origen y futuro del animal humano es un libro de divulgación científica de Jared Diamond que se publicó por primera vez en inglés en 1991. En el libro, Diamond enfatiza las características especiales de los humanos en comparación con sus parientes más cercanos, los simios y especialmente los chimpancés, principalmente desde un punto de vista evolutivo.
El título del libro pretende dejar claro que los humanos tendrían que ser clasificados como una tercera especie en el género de los chimpancés, junto con el chimpancé común y el bonobo, si la pequeña distancia genética fuera considerada un criterio decisivo, ya que sus genes difieren en solo un 1,6%, mientras que los chimpancés y los gorilas difieren en un 2,3%. Así, los parientes más cercanos del chimpancé no son los otros simios con los que se le clasifica, sino los seres humanos (ver Homininae). De hecho, la diferencia entre el chimpancé y el ser humano es menor que otras dentro de las especies: por ejemplo, incluso aves estrechamente relacionadas, como los vireos de ojos rojos y de ojos blancos, difieren en un 2,9%. A juzgar por las diferencias genéticas, los humanos deberían ser tratados como una tercera especie de chimpancé (después del chimpancé común y el bonobo). O posiblemente el nombre científico del chimpancé debería ser Homo troglodytes en lugar de Pan troglodytes. Diamond observa en su libro que esto daría que pensar a las personas que pasan de este lado de los barrotes de una jaula con la etiqueta Homo.
Según Diamond, las principales diferencias entre los humanos y los chimpancés incluyen el ciclo de vida, el comportamiento sexual, el lenguaje, el arte, la agricultura, el uso de drogas, el genocidio y la degradación ambiental. Diamond se basa en conocimientos de la biología evolutiva, la lingüística, la historia, la arqueología y otras disciplinas para responder a la pregunta de cómo explicar estas peculiaridades. Analiza por qué los humanos se han convertido en la especie dominante y qué peligros existen hoy para la existencia futura de la humanidad.
Diamond detalló los temas de la obra en otros tres libros, incluido Armas, gérmenes y acero, por el que recibió el Premio Pulitzer en 1998.

## Estructura
El libro está dividido en cinco partes que tratan diferentes aspectos de la biología y el comportamiento humano. En las tres primeras, se discuten las razones del desarrollo de los humanos que los llevaron a convertirse en la especie dominante en la tierra. En la tercera parte y las dos últimas se analizan las características de los humanos con las cuales ellos mismos ponen en peligro su condición de especie dominante sobre la tierra.

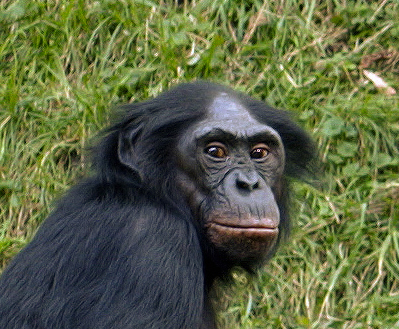
Bonobo (chimpancé pigmeo)

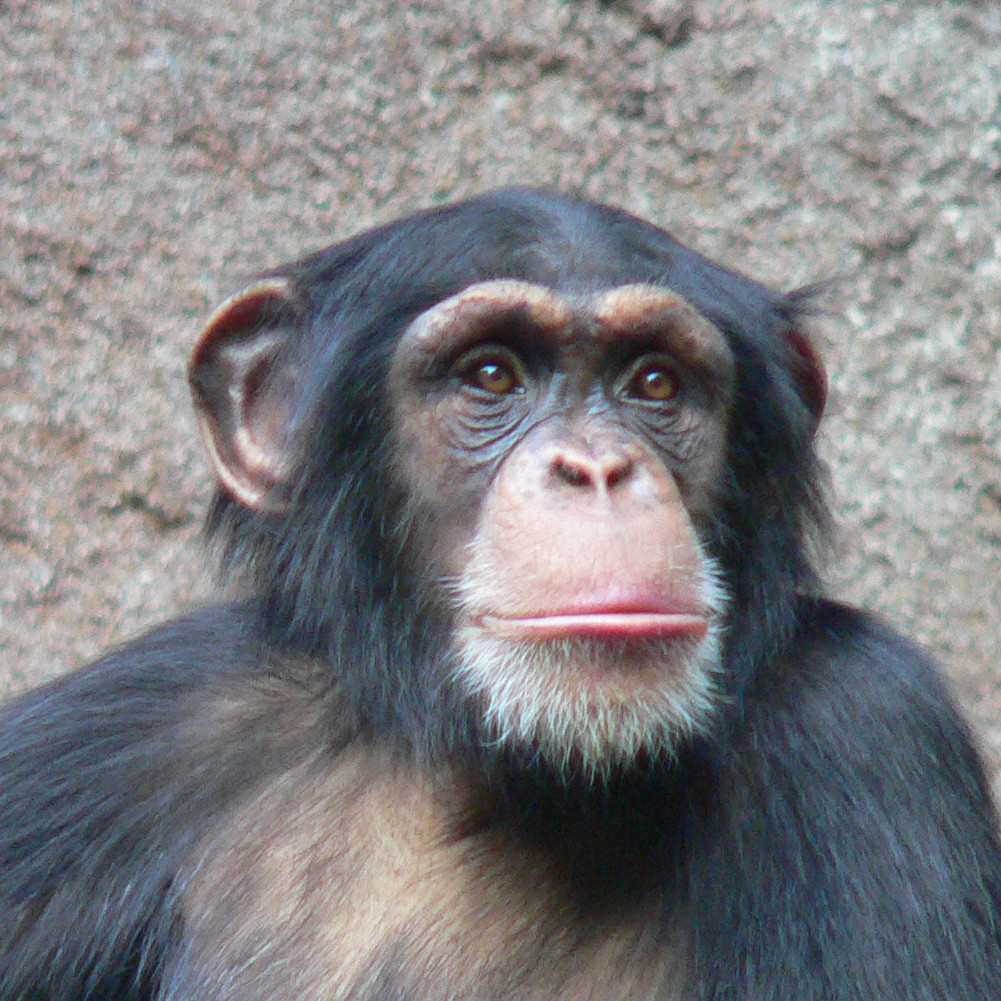
Chimpancé común

En la primera parte del libro, titulada "Un mamífero como cualquier otro", Diamond analiza qué hace que los humanos sean tan diferentes de sus parientes cercanos, es decir, qué causó el "Gran Salto Adelante" (Great Leap Forward). Él ve la capacidad de los humanos para diferenciar las vocalizaciones y el lenguaje basado en una gramática como factores esenciales para esto y lo explica sobre la base de los resultados de la investigación de Derek Bickerton, quien refinó las ideas desarrolladas por Noam Chomsky de una gramática universal.
La segunda parte considera el dimorfismo sexual en los mamíferos, y particularmente en los humanos, así como la mecánica de la selección sexual. Considera cómo, en todas las especies, las hembras son más cuidadosas al seleccionar a sus parejas que los machos (invierten mucha más energía en la descendencia). En las mujeres, a diferencia de las hembras de chimpancé, la fase de fertilidad es invisible y las relaciones sexuales humanas normalmente no tienen lugar a simple vista. Diamond concluye que la " ovulación oculta" y el "coito oculto" fortalecen los lazos de pareja y permiten una cierta consistencia en la convivencia social. Diamond cree que estos aspectos, que son importantes para la vida social, para el desarrollo del lenguaje y la cultura son tan relevantes como los cambios anatómicos.Esto determina gran parte del comportamiento humano: cómo elegimos a nuestras parejas y cómo organizamos la sociedad y los sistemas de crianza infantil, lo que lleva a diferentes estructuras sociales en culturas como Papúa Nueva Guinea, Kerala y el Occidente cristiano. Se considera el ciclo vital humano y se destacan sus particularidades en comparación con las especies estrechamente emparentadas con nuestra especie.

Árbol evolutivo de los Hominoidea (énfasis en la familia Hominidae): después de una separación inicial de la línea principal de los Hylobatidae (gibones) hace unos 18 millones de años, la línea de Ponginae se separó, dando lugar al orangután; más tarde, los Hominidae se dividieron en las tribus Gorillini y Hominini. Las especies de Hominini incluyen humanos, chimpancés comunes y bonobos.

Las dos primeras partes destacan los fundamentos biológicos, la tercera se ocupa de las características culturales que distinguen a los humanos de los animales. Aquí, el lenguaje humano y el arte son analizados. Usando la comparación con los pájaros jardineros, muestra que la "actividad artística" puede ser importante para la selección sexual. Diamond luego explica que el desarrollo de la agricultura no representó un progreso para la humanidad en todos los aspectos. Lo justifica, por ejemplo, con hallazgos de paleopatología que muestran más enfermedades y síntomas carenciales en personas que se dedican a la agricultura que en cazadores y recolectores que vivieron en la misma época. También aborda el consumo de drogas presentando el principio del handicap como modelo explicativo. Diamond explica esto, por ejemplo, señalando al vaquero fumador sexualmente atractivo que a menudo se representa en la publicidad del tabaco.
La cuarta parte examina cómo el hombre se ha extendido por el mundo. ¿Por qué los euroasiáticos llegaron a dominar otras culturas? La respuesta de Diamond es que, en parte, esto se debió a la disposición este-oeste del continente euroasiático, debido a que los paquetes (packages) exitosos de domesticación agrícola y animal (combinaciones de ciertas plantas y animales domesticados) podían adoptarse fácilmente en regiones más al este o al oeste. Por otra parte, la extensión de los paquetes de domesticación a lo largo del eje Norte-Sur, como se requiere en el caso de los continentes americano y africano, fue mucho más difícil debido a los severos desequilibrios climáticos. Además, el contacto duradero con animales domésticos de poblaciones agrícolas permite una mayor resistencia a las enfermedades, lo cual es otra razón por la cual el contacto entre culturas separadas geográficamente (principalmente sociedades agrícolas versus sociedades de cazadores-recolectores) a menudo conduce a la extinción de estas últimas a través de infecciones devastadoras. Diamond cita evidencias de que la expansión humana siempre ha ocurrido, incluso en el pasado, a expensas de la naturaleza y ha coincidido con la extinción de otras especies animales. Además, la difusión de las culturas particularmente exitosas también expulsó a las que lo son menos y, por lo tanto, también se dirigió contra su propia especie. El proceso del primer contacto entre diferentes civilizaciones se examina a través de las descripciones de los habitantes de las tierras altas de Papúa Nueva Guinea, que fueron visitados por primera vez hace medio siglo. Históricamente, Diamond argumenta que tales contactos entre poblaciones muy diferentes han culminado con mucha frecuencia en la extinción de los grupos desfavorecidos, como en el caso muchas tribus nativas americanas, los tasmanianos, etc. En este contexto se ocupa extensamente del genocidio. También examina las razones por las que algunas culturas han evolucionado más rápido que otras.
La quinta y última parte trata sobre si la humanidad está dispuesta a aprender del pasado, es decir, de los errores de sociedades anteriores, y de qué manera. Diamond sostiene que cuando analizamos el pasado, a menudo sufrimos de cierta nostalgia. Entonces, según Diamond, no es apropiado para las sociedades preindustriales, como por ejemplo, los maoríes en Nueva Zelanda, ser descritos como "pueblos primitivos”.

## Recepción
Muchos de los críticos consideran que el conocimiento interdisciplinario de Diamond es particularmente adecuado para abordar este tema. Algunas de sus tesis se perciben como atrevidas y provocativas.
Una crítica apareció en The New York Times en marzo de 1992 por el zoólogo y conductista Frans de Waal, que se ocupa específicamente de los chimpancés. A De Waal le gusta el estilo de escritura del libro y destaca los ensayos sobre el desarrollo de la diversidad lingüística donde el entusiasmo de Diamond por el tema es palpable. También elogia las partes del libro que se basan en las experiencias personales de Diamond, como sus exploraciones de Papúa Nueva Guinea. De Waal encuentra que lo que es particularmente atractivo en el libro de Diamond es que busca mediar entre las posiciones opuestas de los zoólogos, que enfatizan el innegable pasado primate del hombre, y los científicos sociales, que todavía ubican al hombre en algún lugar entre el cielo y la tierra. A De Waal le complace menos que el tratado sobre el comportamiento de los primates no mencione la investigación reciente, en particular los paralelismos entre el bonobo y el comportamiento sexual humano. De Waal considera que gran parte del libro es especulación audaz, pero deja claro que una reconstrucción completa de la historia evolutiva humana no es posible sin tal especulación.
En su reseña de marzo de 1995, después de la publicación de la edición alemana, Josef Reichholf considera que la forma del libro es única. Señala que muchas de las respuestas de Diamond a las preguntas de comportamiento no se pueden encontrar en los libros de texto de medicina. Sin embargo, Reichholf sospecha que el libro podría ser acusado de ser demasiado biologista. Él ve una posible justificación para esta potencial acusación en el hecho de que los conceptos básicos presentados en la parte introductoria podrían no ser suficientes como prueba de que todas las características humanas presentadas en el libro resultan necesariamente de su exposición evolutiva.
Edward O. Wilson profetizó en el texto de presentación del libro, que va la obra va a perdurar (the third chimpanzee will endure). Este pronóstico ambiguo encontró cierta confirmación, ya que el libro se reimprimió en 2005 después de la publicación de Colapso.

## Premios
El tercer chimpancé recibió el premio de la Royal Royal Society Prize for Science Books en 1992 y el Los Angeles Times Book Prize en el mismo año.

## Ediciones
La primera edición en inglés fue publicada en 1991 por Hutchinson Radius en Londres con el título The Rise and Fall of the Third Chimpanzee: How Our Animal Heritage Affects the Way We Live. HarperCollins lanzó otra edición específicamente para el mercado estadounidense en 1992 bajo el título The Third Chimpanzee: The Evolution and Future of the Human Animal. Después de más ediciones en rústica, en 2006 se publicó una edición adicional con un epílogo actualizado (ISBN 0-06-084550-3).

## Recreación en otros libros
Los temas individuales tratados en El tercer chimpancé fueron elaborados con más detalle por Diamond en tres libros posteriores igualmente conocidos:
- ¿Por qué el sexo es divertido? (1997) llega al fondo del comportamiento sexual humano, que es de naturaleza muy inusual.
- En su innovador estudio Armas, gérmenes y acero (1997), Diamond atribuye el dominio actual de las culturas euroasiáticas a las drásticas diferencias en las características naturales de los continentes como razón principal.
- Colapso (2005) examina el daño ecológico causado por las sociedades en el pasado y por los humanos en la actualidad.